# Jon Calvo
Jon Calvo Jurado es un vocalista y guitarrista español de rock, miembro de los grupos Memoria de Pez (antes Bir Litter) e Inconscientes (inicialmente conocidos como La Inconsciencia del Uoho).

## Biografía
En 2004 graba con su banda Bir Litter una maqueta titulada Por el día se marcharán, pero un tiempo después y tras varios cambios de formación cambian su nombre por Memoria de Pez. En 2006 y tras fichar por Muxik, sello discográfico creado por Roberto Iniesta e Iñaki Antón (guitarristas de Extremoduro) sólo unos meses antes, graban en La casa de Iñaki (estudio de grabación que éste posee en Vizcaya) lo que será su primer disco, que será publicado en dicho sello el 29 de enero de 2008. A raíz de esta relación, Uoho selecciona a Calvo para participar en Inconscientes, el proyecto paralelo que estaba llevando a cabo con Miguel Colino (bajo) y José Ignacio Cantera (batería), también miembros de Extremoduro. Esta formación (inicialmente conocida como La Inconsciencia de Uoho) graba Inconscientes, álbum publicado en 2006 que han presentado en una gira por toda la geografía española. Su banda Memoria de Pez está en la actualidad a la espera de finalizar la gira de Jon con Inconscientes, y de asentar la nueva formación que ha grabado el disco, para poder sacarlo a la luz y realizar las presentaciones pertinentes.
Su timbre de voz, similar al de Fito Cabrales (guitarra y voz de Fito & Fitipaldis, y de los extintos Platero y Tú, donde coincidió con Uoho), facilita que la banda realice en directo versiones de Platero y tú. En sus conciertos usa principalmente tres guitarras: una Gibson ES-335, una Gibson Les Paul y una Fender Telecaster, similar a la que usa Fito Cabrales habitualmente. Estudia Bellas Artes y es aficionado a la pintura.
Recientemente se ha unido al grupo Gatibu como guitarrista tras la marcha de Iñigo San Antón del grupo gernikarra.

## Enlaces
- Web oficial de Inconscientes
- Web oficial de Memoria de pez
- Entrevista a Jon Calvo

- Datos: Q5933899